# Gwoździany

Nieoficjalny herb wsi Gwoździany

Gwoździany (niem. Gwosdzian) – wieś w Polsce, położona w województwie śląskim, w powiecie lublinieckim, w zachodniej części gminy Pawonków.
W latach 1954–1972 wieś należała i była siedzibą władz gromady Gwoździany. W latach 1975–1998 miejscowość należała administracyjnie do województwa częstochowskiego.
Miejscowość liczy 750 mieszkańców, a cała powierzchnia sołectwa wynosi 1234 hektary. Wieś ma charakter typowo rolniczy.

## Części wsi
| SIMC    | Nazwa     | Rodzaj     |
| ------- | --------- | ---------- |
| 0142036 | Cegielnia | przysiółek |
| 0142042 | Maliny    | część wsi  |

## Historia Gwoździan

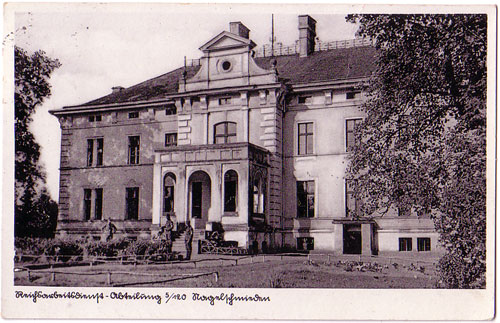
Pałac w Gwoździanach (1936)

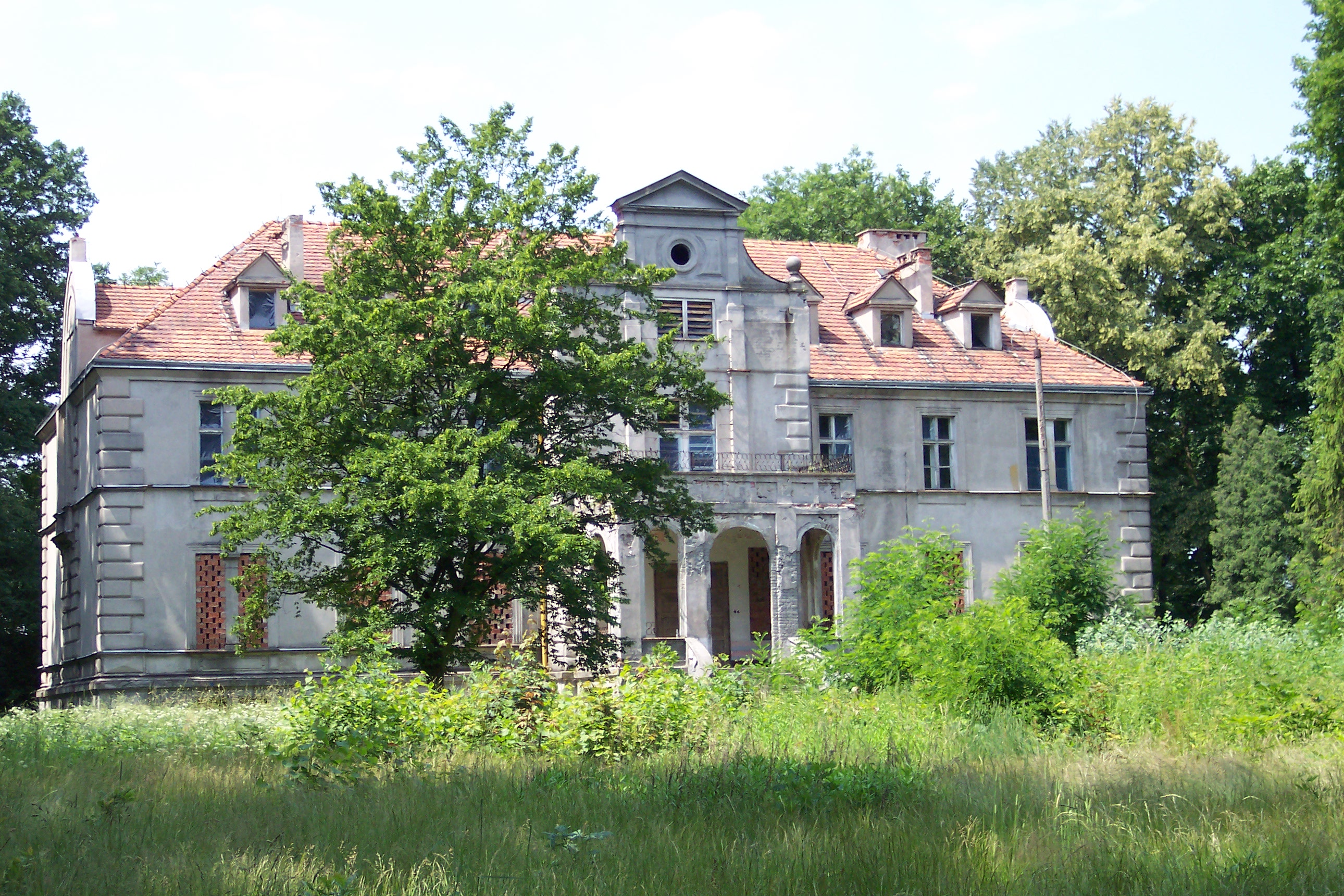
Pałac w Gwoździanach współcześnie

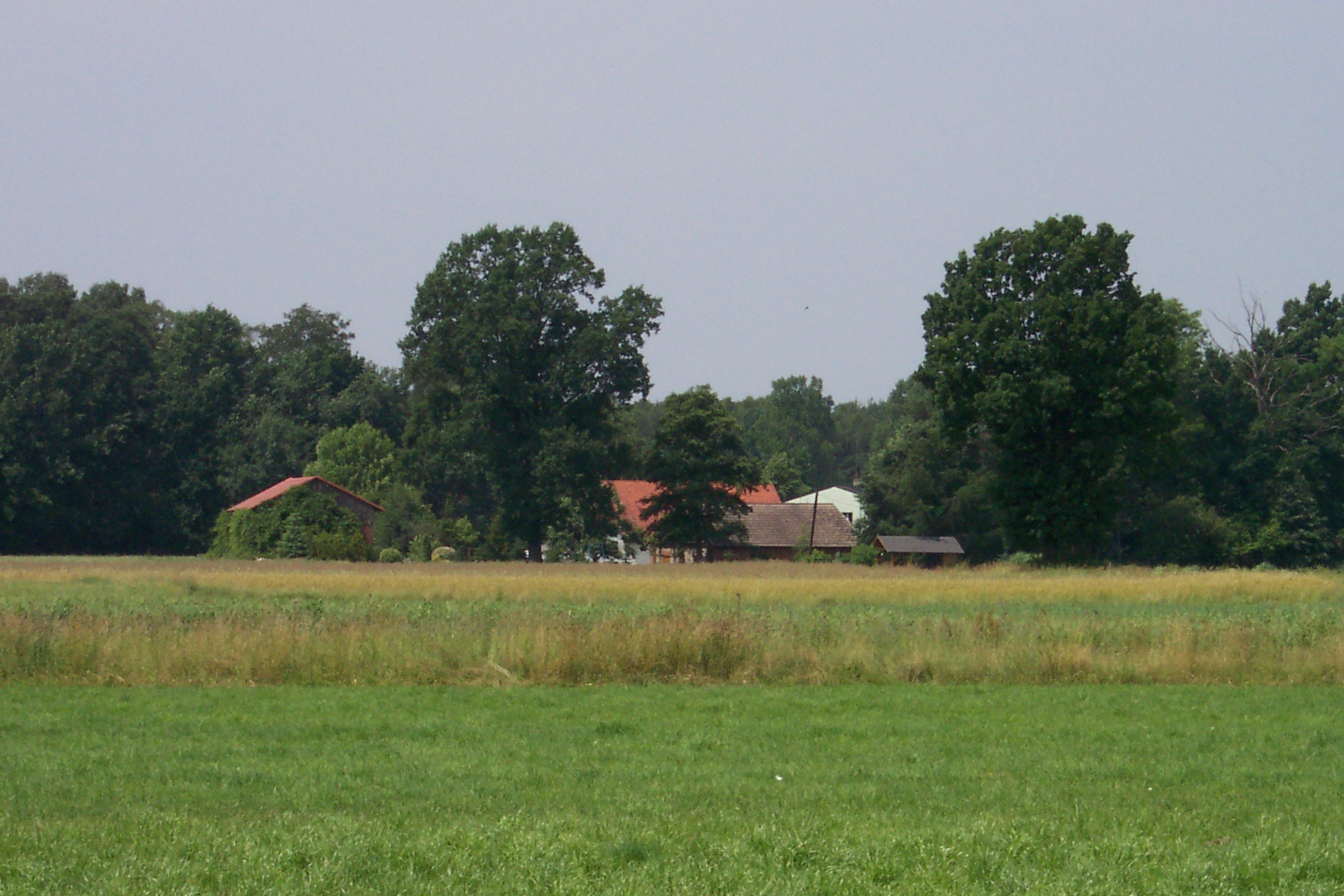
Miejsce, w którym kiedyś stał młyn gwoździański, jedno z najwcześniej wzmiankowanych zabudowań w Gwoździanach

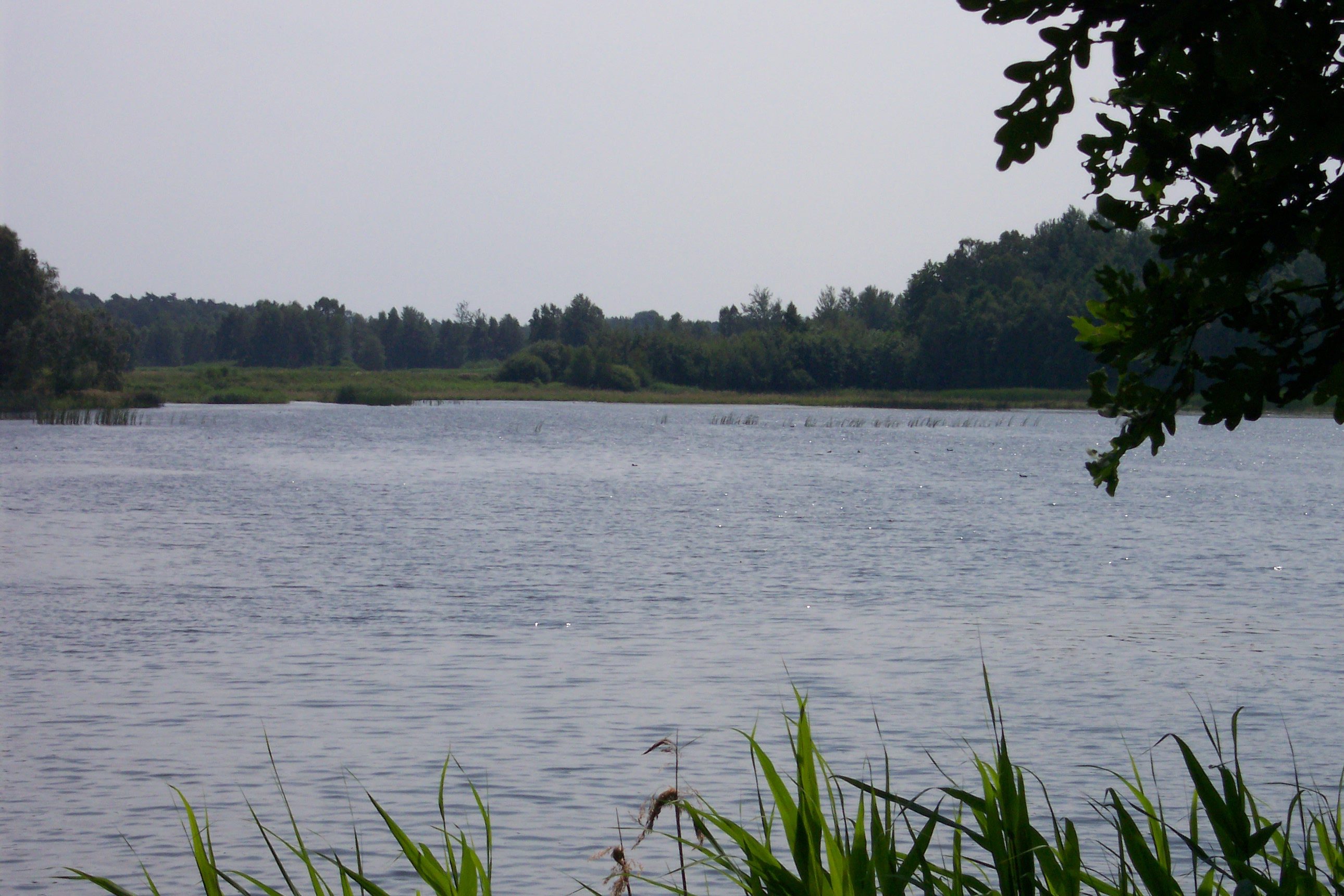
Staw hodowlany w okolicach Gwoździan

Nazwa miejscowości po raz pierwszy pojawia się w protokole wizytacji kanonicznej z 1679 r. w którym jest wzmiankowana wieś Gwoździny (villa Gwozdziani).
Protokoły te zostały wydane drukiem w czterech tomach pod tytułem: Visitationsberichte der Diözese Breslau. przez wybitnego historyka diecezji wrocławskiej Josepha Jungnitza na początku XX wieku. Tomy odpowiadają dawnym archiprezbiteratom: wrocławskiemu (Breslau), opolskiemu (Oppeln), legnickiemu (Liegnitz) oraz głogowskiemu (Glogau).
Miejscowość musiała zatem powstać znacznie wcześniej. Nie wiadomo dokładnie kiedy, ale pewne jest, że jeżeli o miejscowości po raz pierwszy wspomniano w dokumentach z 1679 r., to na pewno istniała już w XVII w., czyli w czasach kiedy musiała podlegać Księstwu Opolsko-Raciborskiemu. Gwoździany podlegały w ostatnich stuleciach właścicielom Dobrodzienia. "Później miejscowość stanowiła odrębny kompleks majątkowy będąc dość bogatą wioską z młynem, patażarnią, browarem i gorzelnią. W połowie XIX w. panem Gwoździan, a także Bzinicy, Skrzydłowic i Dzielnej był hrabia von Loebbecke, który gospodarował na 10 tysiącach ha ziemi. Mieszkańcy wioski posiadali wówczas... 300 ha ziemi, hodując 9 koni i 104 krowy" Jak podaje T. G. Knie w swoim dziele przeglądowym, traktującym o miejscowościach prowincji śląskiej królestwa Prus w 1830 r., miejscowość liczyła 268 mieszkańców (w tym 11 ewangelików i 8 Żydów). Znajdowało się tutaj wówczas 41 domów i 1 zamek (prawdopodobnie chodzi o ten znajdujący się w parku). "W 1855 r. w Gwoździanach mieszkało 469 obywateli, z których 425 było katolikami, a 44 protestantami". Wynika z tego, że w latach 1830–1855 liczba mieszkańców zwiększyła się aż o 201 osób. "W 1861 r. do miejscowej szkoły wybudowanej w 1809 r. – uczęszczało 106 dzieci, które uczył jeden nauczyciel". Jak podaje książka Ortschaftsverzeichnis. Alphabetisches Verzeichnis sämtlicher Städte, Flecken, Dörfer und sonstiger Ortschaften und Wohnplätze der Provinz Schlesien z 1908 r. mieszkało tutaj właśnie w tym roku 408 osób (61 mniej niż w 1855 r.). Po zajęciu większości Śląska przez Prusy Gwoździany znalazły się pod administracją niemiecką (pruską). Wtedy też na wizerunku  pieczęci gminy umieszczono gruszę na murawie, po obu stronach drzewa wiszące gruszki. W wyniku plebiscytu na Górnym Śląsku po I wojnie światowej Gwoździany pozostały po stronie niemieckiej, tuż przy granicy polsko-niemieckiej. Po II wojnie światowej Gwoździany przypadły Polsce.

## Etymologia nazwy miejscowej "Gwoździany"
Gdy się pyta mieszkańców o pochodzenie nazwy miejscowości, niektórzy starsi mieszkańcy twierdzą, że istniała tutaj kiedyś fabryka gwoździ, która została w niewyjaśniony sposób "pochłonięta przez ziemię". Potwierdzeniem tej tezy miała być niemiecka nazwa miejscowości "Nagelschmieden" (z okresu hitlerowskiego), która w języku niemieckim znaczy tyle co "kuźnia gwoździ". Inni ludzie z kolei mówią, że istniały tu przed kilkoma wiekami chaty, w których produkowano gwoździe. Tyle mówi miejscowa legenda. Obie tezy okazują się jednak fałszywe, a etymologia tej nazwy miejscowej ma inne źródła. Są na to dwa niezbite dowody:
1. Niemiecka nazwa miejscowości "Nagelschmieden" została przez Niemców nadana w lipcu 1936 roku i dosłownie przetłumaczona z języka polskiego (nie da się ukryć, że polska nazwa miejscowości bardzo przypomina polskie słowo "gwóźdź"). Ks. Andrzej Hanich również podaje w swoim "Skorowidzu nazw miejscowości diecezji opolskiej" rok 1936 jako datę przetłumaczenia polskiej nazwy na język niemiecki. Niemiecka nazwa "Nagelschmieden" pojawia się także na mapie z 1938 r. i w 1939 r. w Spisie miejscowości Śląska Opolskiego. Z historii wiadomo, że reżim hitlerowski zgermanizował na Śląsku wiele nazw miejscowych, które brzmiały obco. To samo stało się z nazwą "Gwoździany", którą wskutek jej podobieństwa do staropolskiego słowa "gwozdz" i polskiego "gwóźdź" błędnie (ale świadomie) przetłumaczono na język niemiecki jako "Nagel" ("gwóźdź").
2. Niemieckie źródło z 1830 r. (Alphabetisch-Statistisch-Topographische Übersicht aller Dörfer, Flecken, Städte und andern Orte der königlichen Preußischen Provinz Schlesien podaje nazwę "Gwosdzian", ale nie wzmieniając nic o niemieckiej nazwie "Nagelschmieden".
Polski Słownik etymologiczny j. Polskiego podaje, że słowo "gwozd" znaczyło jeszcze w XV w. "las". Jak podaje Kazimierz Rymut słowo "gwozd" znaczyło tyle co "gęsty las", a "gwozdany" oznaczały pierwotnie "ludzi mieszkających w lesie". To słowo wymarło w języku polskim już kilka stuleci temu i przetrwało tylko u Słoweńców. W łacińskim dokumencie z 1415 r. można znaleźć następujące zdanie: "cum opacis silvis vulgariter gozdy dictis" ("z ciemnymi lasami, które nazywają się w języku [polskim] 'gozdy'). To słowo "gwozd" albo "gozd" wymarło już dawno temu, ale przetrwało w wielu nazwach miejscowych takich jak np. "Gozdów" lub "Gwoździany". O tym, że nazwa miejscowości ma coś wspólnego z lasem świadczy chociażby herb Gwoździan. Nazwa miejscowa Gwoździan ulegała jeszcze przez wieki wielokrotnym zmianom do momentu ukształtowania się jej współczesnej formy. Według książki Visitationsberichte der Diözese Breslau. Archidiakonat Breslau, Oppeln, Liegnitz, Glogau nazwa "villa Gwozdziani" pojawiła się po raz pierwszy w 1679 r., w bliżej nieznanym dokumencie (prawdopodobnie chodzi o protokół kanoniczny wrocławskiej Kurii z tego roku). Słowo "villa" oznacza po łacinie wieś i nie ma nic wspólnego z willą, która do dziś znajduje się w parku. Mieli tam mieszkać przed stuleciami właściciele okolicznych pól (najprawdopodobniej Niemcy). Nazwa miejscowości musiała powstać zatem znacznie wcześniej. W książce Nachrichten von Ober und Nieder Schlesien Breslauischen Departements aus den Jahren 1743- 1746 pada nazwa "Gwosdzian". Natomiast w 1783 r. w dziele Beyträge zur Beschreibung von Schlesien mamy do czynienia z nazwą "Gwosczyan". Tę samą nazwę możemy znaleźć także w dwóch innych książkach: Pierwotne słowiańskie nazwiska miejscowości na Śląsku Pruskim oraz Die älteren Ortsnamen Schlesiens, ihre Entstehung und Bedeutung. Nazwę miejscowości "Gwoździany" i niemiecki odpowiednik "Nagelschmieden", który jest w rzeczywistości wolnym tłumaczeniem (i w dodatku błędnym) z nazwy polskiej, można znaleźć w wyżej już wymienionej książce "Spis miejscowości Śląska Opolskiego" lub w dziele Schlesischer Flurnamensammler Nazwy geograficzne Śląska Opolskiego podają ponadto, że określenie "Gwoździany Mühle" ("młyn gwoździański") odnosiło się do starego młyna, którego zwano też Malinie-, Buczekmühle (od nazwiska ludzi, którzy tam do dzisiaj mieszkają).

## Historia gwoździańskiego kościoła pw. NMP
Gwoździany do 1976 r. nie posiadały własnego kościoła. Przez całe stulecia mieszkańcy tej osady uczęszczali do odległego o 7 km kościoła w Dobrodzieniu. Zamysł zbudowania w tej miejscowości kościoła i utworzenia tam własnej parafii zrodził się już we wczesnych latach powojennych, jednak względy polityczne nie pozwoliły go zrealizować. Postanowiono więc przechytrzyć władze. W latach 70. ówczesny proboszcz dobrodzieński ks. Stanisław Kras postanowił przenieść do Gwoździan niszczejący i nieczynny od 1946 r. drewniany kościółek pw. Nawiedzenia NMP z Kościelisk k. Olesna. Pomysł ten miał także na celu ocalenie od zniszczenia tego zabytku drewnianej architektury sakralnej.
Po uzyskaniu zgody władz przystąpiono w 1976 r. do rozbiórki świątyni. Wszystkie elementy drewnianej konstrukcji zinwentaryzowane i ponumerowane przewieziono na nowe miejsce w Gwoździanach. Nie są znane nazwiska budowniczych kościoła z 1576 r., wiadomo jednak, kto go dokładnie, po 400 latach, wiernie odtworzył. Całością robót pod nadzorem konserwatora zabytków kierował mistrz ciesielski Paweł Lorenc, zaś budową zajęli się miejscowi fachowcy, m.in. Roman Zajonc, Teodor Bodora, Piotr Pawołka, Karol Szczygieł i Karol Polok, przy aktywnym udziale wszystkich mieszkańców wioski. Kościółek stojący kiedyś na wzgórzu zbudowano również na wzniesieniu. Pod kościołem znajdują się bowiem sale katechetyczne, zamaskowane od zewnątrz zielenią. Świątynię odtworzono w sposób prawie doskonały, tak, że stanowi ona w dalszym ciągu wysokiej klasy obiekt zabytkowy. Za ten mistrzowski czyn minister Kultury i Sztuki nagrodził w 1982 r. budowniczych i użytkowników, zaś w przesłanym liście gratulacyjnym czytamy: "Miło mi powiadomić, że w konkursie na najlepszego użytkownika obiektu zabytkowego 1981 r. – Parafia Rzymskokatolicka w Dobrodzieniu otrzymała nagrodę II stopnia – za wzorowe użytkowanie kościoła NMP w Gwoździanach. Składam wyrazy uznania za aktywną opiekę nad zabytkami oraz głębokie zaangażowanie w ochronę dóbr kultury".
Oryginalnymi częściami z dawnego kościoła są belka nad drzwiami wejściowymi z datą 1576 oraz dwa krzyże znajdujące się na wieżach kościoła. O starej świątyni wiadomo, że była ona kościołem orientowanym, konstrukcji zrębowej na pomurowaniu z kamienia. Wieża, stanowiąca samodzielny element konstrukcyjny, została zbudowana w XVII bądź XVIII w. Protokół kanoniczny wrocławskiej kurii z 1679 r. stwierdza m.in., że kościół w Kościeliskach był pod opieką ojców Augustynów z Olesna, posiadał sześć okien, dwoje drzwi, ołtarz z pomalowanych desek, "chorus", małe organy i małą drewnianą zakrystię. Kościółek jest także wymieniony w protokole kanonicznym z 1687 r., w którym miejscowość nosi nazwę Kosteletz vulgo Kościeliska. W protokole czytamy m.in. "... kościół nie konserwowany, ołtarz nakryty obrusem, organy sprawne, w drewnianej zakrystii komoda, ambona ozdobiona...".
Dzisiejszy kościółek, stojący w Gwoździanach od 1978 r., jest konstrukcyjnie wiernym obrazem dawnej świątyni. Użytkownicy dbają o to, aby detale wyposażenia świątyni nie tworzyły dysharmonii z drewnianym, chociaż nieco innym od dawnego wnętrzem kościoła. Świadczą o tym rzeźbione w drewnie przez nieżyjącego już twórcę z Rybnika p. Masorza stacje drogi krzyżowej, drewniany posoborowy ołtarz poświęcony Matce Bożej i figury świętych. Kościół pw. Narodzenia NMP w Gwoździanach poświęcony został 26 maja 1979 przez ordynariusza diecezji opolskiej ks. biskupa Alfonsa Nossola. Do 1985 r. wyżej wymieniony kościół był kościołem filialnym parafii św. Marii Magdaleny w Dobrodzieniu, zaś od 1986 r. utworzono w Gwoździanach samodzielną parafię, w której od początku proboszczem jest ks. Henryk Kensy."